# マリ・カルクン
マリ・カルクン（Mari Kalkun, 1986年4月1日 - ）は、エストニアのフォークシンガー、ピアニスト、カンネル奏者。
2009年に、同じくエストニアのアーティスト・パスタカスとともに来日して公演を行なっている。2011年のエストニア音楽賞（エストニア語：2011. aasta Eesti Muusikaauhinnad）では、最優秀新人賞の候補に挙げられている。

## 人物
1986年生まれ。エストニア南東部のヴォルで育ち、幼い頃から森林や鳥、沼などの自然に触れて強いつながりを持っている。いとこに音楽家で民俗学者のアンドレアス・カルクン（英語: Andreas Kalkun）がおり、共演も果たしている。
はじめはタルトゥ大学のヴィリャンディ文化アカデミーUniversity of Tartu Viljandi Culture Academyで異文化マネジメントを学んでいたが、その後エストニア音楽アカデミーで音楽研究につき、ヘルシンキのシベリウス音楽院の交換留学生となる。伝統音楽の歌唱でエストニア音楽アカデミーの修士号を取得して卒業し、フォークミュージックとジャズを融合させる芸術を習得している。
カルクンは歌手のみではなく、自らの楽曲を作曲し、カンネル（英語: Kannel (instrument)）（エストニア伝統音楽のツィター）やピアノ、アコーディオン、ギターなどの楽器を演奏している。2007年にはファーストアルバムとなる「Üü tulõk（夜の訪れ）」をリリース、その成功もあってフランス、英国、フィンランド、ロシアでのコンサートに参加している。2009年にはエストニア人アーティストのパスタカスとともに来日して公演し、同国でも楽曲がリリースされている。
その後は「Dear Rain」（2010年）、フィンランドのバンドであるルノルンと共演したアルバム「Tii ilo」（2015年）、出身地であるヴォルの方言で歌った「Upa-upa ubinakõnõ」（2015年）を提供している。アルバム「Ilmamõtsan」は2017年にリリースされ、エストニア語とヴォル方言で12曲が収録され、その多くはカルクンが現地の詩に触発されて作曲したものである。

## 表彰
- Estonian Ethno Music Award 2013最優秀シンガー[6]
- ERR Musician of the Year 2020[7]

## ディスコグラフィ

### アルバム
- Üü Tulõk (2007)
- ビヒマックヌー Vihmakõnõ (2010)
- Ilmamõtsan (2018)